# Castell de Książ
El Castell de Książ (en polonès Zamek Książ; en alemany Schloss Fürstenstein) és un castell al nord de Wałbrzych al voivodat de la Baixa Silèsia, Polònia. El castell més gran de la regió de Silèsia, és el tercer més gran de Polònia després del castell de Malbork i el castell de Wawel. Es troba dins del parc paisatgístic de Książ, una àrea protegida situada als Sudets i l'avantpaís dels Sudets. El castell té vistes al congost del riu Pełcznica i és una de les principals atraccions turístiques de Wałbrzych.

## Història
Una primera fortificació al lloc va ser destruïda per les forces bohèmies del rei Ottokar II el 1263. El duc de Silèsia Bolko I el Sever (m. 1301), governant a Świdnica i Jawor, va fer construir un nou castell entre 1288 i 1292 i s'hi va establir, afegint Senyor de Książ als seus títols. El burgraviat incloïa els assentaments veïns de Świebodzice, Szczawno i Pełcznica. Quan l'últim duc de Świdnica Bolko II el Petit va morir l'any 1368 sense fills, els béns del castell van passar al rei luxemburguès Venceslau IV de Bohèmia, fill de la neboda de Bolko, Anna, mentre que la seva vídua Agnès d'Habsburg es reservava l'⁣usdefruit. Després de la seva mort l'any 1392, el rei Venceslau, també rei dels Romans des de 1376, es va apoderar del ducat de Świdnica i va obtenir el castell de Książ.
Com que Agnes, en contra dels seus drets reals limitats, havia venut les propietats de Książ, el castell va passar per moltes mans. El 1401 va ser adquirit pel noble bohemi Janko de Chotěmice (m. després de 1442), que més tard va ascendir a governador de les terres de Świdnica-Jawor. Durant les guerres hussites, el castell va ser capturat pels insurgents i ocupat el 1428–1429. Després de la mort de Janko, el rei bohemi Jordi de Poděbrady va adquirir Książ dels seus descendents i va transferir l'administració al general moràu Birka de Nasiedle. El 1466 Hans von Schellendorf va obtenir el castell de la Corona de Bohèmia. Va ser rebatejat com a Schloss Fürstenstein.
El segon complex del castell va ser devastat el 1482 per Georg von Stein, un comandant militar al servei del rei hongarès Matthias Corvinus mentre les seves forces feien campanya a Silèsia. Stein va concedir a Frederic von Hochberg les propietats, el seu descendent Konrad I von Hochberg va obtenir el turó del castell el 1509. La família von Hochberg va ser elevada al rang de freiherren (baró) el 1650, graf (comte) el 1666 i comtes imperials (reichsgrafen) el 1683, i va ser propietari del castell fins al 1944.
A partir de mitjan segle XVI, l'edifici va ser reconstruït en un luxós estil renaixentista.

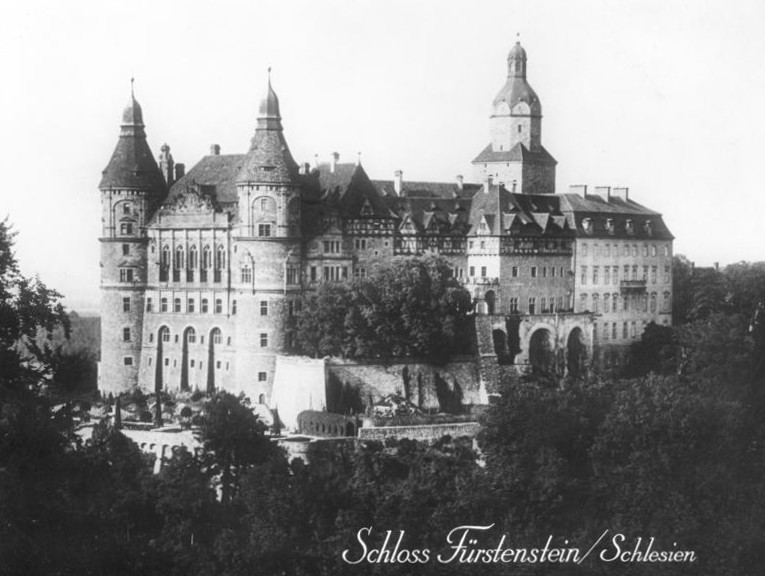
Schloss Fürstenstein a la dècada de 1920

Durant la Segona Guerra Mundial, el castell va ser capturat pel règim nazi el 1944. El comte Hans Heinrich XVII de Hochberg, príncep de Pless, s'havia traslladat a Anglaterra el 1932 i es va convertir en ciutadà britànic; a més, el seu germà el comte Alexandre de Hochberg, també ciutadà polonès i propietari del castell de Pszczyna, s'havia unit a l'exèrcit polonès el 1939. Supervisat pel personal de les SS i de l'Organització Todt, el complex d'edificis de Fürstenstein va passar a formar part del vast complex subterrani del Projecte Riese, presumiblement una projectada seu del Führer i una futura residència d'⁣Adolf Hitler. Les obres de construcció van ser realitzades en condicions inhumanes per treballadors forçats i presos del camp de concentració de Gross-Rosen. El castell va ser ocupat posteriorment per les forces de l'Exèrcit Roig arran de l'ofensiva del Vístula-Oder el 1945. Un memorial marca el lloc del subcampament de Fürstenstein. Parts de l'estructura històrica de l'edifici van ser enderrocades durant la reconstrucció; nombrosos artefactes van ser robats o destruïts durant l'ocupació soviètica.
Després de la guerra, el conjunt del castell va ser assumit per les autoritats comunistes i va servir com a casa d'esbarjo i centre cultural. En els darrers anys, gran part de l'interior s'ha restaurat de manera elaborada. Parts del complex de túnels que hi ha sota el castell són actualment utilitzats per l'⁣Acadèmia de Ciències de Polònia per a la mesura gravimètrica, mentre que diversos túnels de la Segona Guerra Mundial són accessibles al públic en visites guiades.

## Curiositats
- El castell consta de 400 habitacions[8] i ocupa una superfície d'aproximadament 11.000 metres quadrats.[9]
- El castell de Książ és una atracció turística important de la Baixa Silèsia que atrau més de 300.000 visitants anuals.[8]
- Cada any, el castell acull el Festival de les Flors i l'Art, un esdeveniment cultural amb exposicions de flors i artesania feta a mà.[10]
- L'any 2014 es va produir un incendi a les golfes de la part est de l'ala del castell, que va provocar importants pèrdues, ja que es van destruir prop de 500 metres quadrats de coberta i golfes.[8]
- El 2018, el castell va ser votat com una de les Set Meravelles de Polònia, una llista compilada en el 100è aniversari de la recuperació de la independència de Polònia.[11]
- L'any 2021, el Banc Nacional de Polònia va emetre una moneda especial commemorativa de 5 zlots amb el castell de Książ com a part d'una sèrie "Descobreix Polònia".[12]